# درختچه‌زارهای مرتفع حاره‌ای هاوایی
درختچه‌زارهای مرتفع حاره‌ای هاوایی (انگلیسی: Hawaiian tropical high shrublands) بوم‌ناحیه‌ای از نوع علفزارها، گرم‌دشت‌ها و درختچه‌زارهای حاره‌ای و جنب‌حاره‌ای در جزایر هاوایی است.

## جغرافیا
بوم‌ناحیه درختچه‌زارهای مرتفع حاره‌ای پهنه‌ای به مساحت ۱٬۹۰۰ کیلومتر مربع (۷۳۰ مایل مربع) را بر روی دامنه‌های مرتفع‌تر آتشفشان‌های مائونا کیا، ماونا لوا، هوالالایی و هالئاکالا در بر می‌گیرد.